# Gran Premio de Gran Bretaña de Motociclismo de 1978
El Gran Premio de Gran Bretaña de Motociclismo de 1978 fue la décima prueba de la temporada 1978 del Campeonato Mundial de Motociclismo. El Gran Premio se disputó el 6 de agosto de 1978 en el Circuito de Silverstone.

## Resultados 500cc
En la categoría reina, polémica victoria de Kenny Roberts. La carrera iba por los derroteros adecuados hasta que una tromba de agua hizo que algunos pilotos optaran por pararse mientras que otros eligieran la opción de cambiar de neumáticos y seguir. Cuando cesó la lluvia las posiciones en la carrera eran bastante confusas. La organización decidió dar la victoria a Roberts, que había sido de los pilotos que habían elegido pararse. Eso provocó la indignación de Barry Sheene, que comentó sentirse burlado en su propio Gran Premio.
| Pos.     | Piloto            | Moto          | Tiempo     | Pts. |
| -------- | ----------------- | ------------- | ---------- | ---- |
| 1        | Kenny Roberts     | Yamaha        | 55' 56" 93 | 15   |
| 2        | Steve Manship     | Suzuki        | +8" 05     | 12   |
| 3        | Barry Sheene      | Suzuki        | +1' 06" 76 | 10   |
| 4        | Marco Lucchinelli | Suzuki-Cagiva | +1' 29" 35 | 8    |
| 5        | Teuvo Länsivuori  | Suzuki        | +1' 56" 98 | 6    |
| 6        | Gianni Rolando    | Suzuki        | +1 Vuelta  | 5    |
| 7        | Johnny Cecotto    | Yamaha        | +1 Vuelta  | 4    |
| 8        | John Newbold      | Suzuki        | +1 Vuelta  | 3    |
| 9        | Takazumi Katayama | Yamaha        | +1 Vuelta  | 2    |
| 10       | Virginio Ferrari  | Suzuki        | +1 Vuelta  | 1    |
| 11       | Michel Rougerie   | Suzuki        | +1 Vuelta  |      |
| 12       | John Williams     | Suzuki        | +1 Vuelta  |      |
| 13       | Alex George       | Suzuki        | +1 Vuelta  |      |
| 14       | Jack Middelburg   | Suzuki        | +1 Vuelta  |      |
| 15       | Steve Parrish     | Suzuki        | +2 Vueltas |      |
| 16       | Philippe Coulon   | Suzuki        | +2 Vueltas |      |
| 17       | Gerhard Vogt      | Yamaha        | +2 Vueltas |      |
| 18       | Peter Sjöström    | Suzuki        | +3 Vueltas |      |
| 19       | John Woodley      | Suzuki        | +3 Vueltas |      |
| 20       | Dick Alblas       | Suzuki        | +3 Vueltas |      |
| Ret      | Wil Hartog        | Suzuki        | Ret        |      |
| Ret      | Graziano Rossi    | Suzuki        | Ret        |      |
| Ret      | Gianfranco Bonera | Suzuki-Cagiva | Ret        |      |
| Ret      | Bruno Kneubühler  | Suzuki        | Ret        |      |
| Ret      | Roger Marshall    | Suzuki        | Ret        |      |
| Ret      | Dennis Ireland    | Suzuki        | Ret        |      |
| Ret      | Jack Findlay      | Suzuki        | Ret        |      |
| Ret      | Leslie van Breda  | Suzuki        | Ret        |      |
| Ret      | Steve Baker       | Suzuki        | Ret        |      |
| Ret      | Boet van Dulmen   | Suzuki        | Ret        |      |
| Ret      | Graham Wood       | Suzuki        | Ret        |      |
| Ret      | Marc Fontan       | Suzuki        | Ret        |      |
| Ret      | Werner Nenning    | Suzuki        | Ret        |      |
| Ret      | Franz Rau         | Suzuki        | Ret        |      |
| Ret      | Ron Haslam        | Yamaha        | Ret        |      |
| Ret      | Dave Potter       | Suzuki        | Ret        |      |
| Ret      | Kevin Stowe       | Suzuki        | Ret        |      |
| Ret      | Max Wiener        | Suzuki        | Ret        |      |
| Ret      | Steve Wright      | Yamaha        | Ret        |      |
| Sources: |                   |               |            |      |

## Resultados 350cc
En 350cc, se impuso el sudafricano Kork Ballington se proclama campeón de la categoría después de otra exhibición en esta carrera. El piloto de Kawasaki se impuso por delante de los británicos Tom Herron y Mick Grant.
| Pos. | Piloto             | Moto            | Tiempo     | Pts. |
| ---- | ------------------ | --------------- | ---------- | ---- |
| 1    | Kork Ballington    | Kawasaki        | 44' 43" 57 | 15   |
| 2    | Tom Herron         | Yamaha          | +10" 23    | 12   |
| 3    | Mick Grant         | Kawasaki        | +23" 01    | 10   |
| 4    | Michel Rougerie    | Yamaha          | +52" 43    | 8    |
| 5    | Gianfranco Bonera  | Yamaha          | +59" 09    | 6    |
| 6    | Vic Soussan        | Yamaha          | +59" 76    | 5    |
| 7    | Christian Sarron   | Yamaha          | +59" 85    | 4    |
| 8    | Olivier Chevallier | Yamaha          | +1' 00" 24 | 3    |
| 9    | Leif Gustafsson    | Yamaha          | +1' 00" 74 | 2    |
| 10   | Patrick Pons       | Yamaha          | +1' 30" 23 | 1    |
| 11   | Roland Freymond    | Yamaha          | +1' 31" 27 |      |
| 12   | Paolo Pileri       | Morbidelli      | +1' 31" 48 |      |
| 13   | Clive Padgett      | Yamaha          | +1 Vuelta  |      |
| 14   | Ian Richards       | Yamaha          | +1 Vuelta  |      |
| 15   | Sadao Asami        | Yamaha          | +1 Vuelta  |      |
| 16   | Jack Middelburg    | Yamaha          | +1 Vuelta  |      |
| 17   | Reino Eskelinen    | Yamaha          | +1 Vuelta  |      |
| 18   | Walter Villa       | Harley-Davidson | +1 Vuelta  |      |
| Ret  | Takazumi Katayama  | Yamaha          | Ret        |      |
| Ret  | Gregg Hansford     | Kawasaki        | Ret        |      |
| Ret  | Derek Chatterton   | Yamaha          | Ret        |      |
| Ret  | Ray Quincey        | Yamaha          | Ret        |      |
| Ret  | John Williams      | Yamaha          | Ret        |      |
| Ret  | Tony Rutter        | Yamaha          | Ret        |      |
| Ret  | Gianni Rolando     | Yamaha          | Ret        |      |
| Ret  | Dennis Ireland     | Yamaha          | Ret        |      |
| Ret  | John Dodds         | Yamaha          | Ret        |      |
| Ret  | Jon Ekerold        | Yamaha          | Ret        |      |
| Ret  | Michel Frutschi    | Yamaha          | Ret        |      |
| Ret  | Víctor Palomo      | Yamaha          | Ret        |      |
| Ret  | Anton Mang         | Kawasaki        | Ret        |      |
| Ret  | Patrick Fernandez  | Yamaha          | Ret        |      |
| Ret  | Richard Hubin      | Yamaha          | Ret        |      |
| Ret  | Bruno Kneubühler   | Yamaha          | Ret        |      |
| Ret  | Guy Bertin         | Yamaha          | Ret        |      |
| Ret  | Eero Hyvärinen     | Yamaha          | Ret        |      |
| Ret  | John Newbold       | Yamaha          | Ret        |      |
| Ret  | Carlos Lavado      | Yamaha          | Ret        |      |
| Ret  | Raymond Roche      | Yamaha          | Ret        |      |
| Ret  | Ken Nemoto         | Yamaha          | Ret        |      |

## Resultados 250cc
En el cuarto de litro, Ballington sufre un revés en sus aspiraciones para el título después de tener que retirarse en este Gran Premio. La victoria fue para el alemán Anton Mang. La buena noticia para el sudafricano es que ninguno de su rivales más directos al título Gregg Hansford y Kenny Roberts consiguieron puntuar, por lo que su ventaja en la general continúa intacta.
| Pos. | Piloto              | Moto       | Tiempo     | Pts. |
| ---- | ------------------- | ---------- | ---------- | ---- |
| 1    | Anton Mang          | Kawasaki   | 43' 03" 32 | 15   |
| 2    | Tom Herron          | Yamaha     | +0" 19     | 12   |
| 3    | Raymond Roche       | Yamaha     | +23" 45    | 10   |
| 4    | Mick Grant          | Kawasaki   | +30" 82    | 8    |
| 5    | Olivier Chevallier  | Yamaha     | +30" 97    | 6    |
| 6    | Hans Müller         | Yamaha     | +31" 48    | 5    |
| 7    | Jean-François Baldé | Kawasaki   | +31" 63    | 4    |
| 8    | Patrick Fernandez   | Yamaha     | +31" 78    | 3    |
| 9    | Roland Freymond     | Yamaha     | +59" 41    | 2    |
| 10   | Marc Fontan         | Yamaha     | +59" 63    | 1    |
| 11   | Clive Padgett       | Yamaha     | +1' 10" 30 |      |
| 12   | Vic Soussan         | Yamaha     | +1' 11" 84 |      |
| 13   | Hervé Moineau       | Yamaha     | +1' 13" 67 |      |
| 14   | Greg Johnson        | Yamaha     | +1' 21" 87 |      |
| 15   | Dudley Cramond      | Yamaha     | +1' 31" 36 |      |
| 16   | Reino Eskelinen     | Yamaha     | +1' 34" 76 |      |
| 17   | Sadao Asami         | Yamaha     | +1' 35" 41 |      |
| 18   | Ken Nemoto          | Yamaha     | +1 Vuelta  |      |
| 19   | Harald Bartol       | HBI        | +1 Vuelta  |      |
| 20   | Bernard Murray      | Yamaha     | +1 Vuelta  |      |
| 21   | Yves de Kimpe       | Yamaha     | +1 Vuelta  |      |
| Ret  | Kork Ballington     | Kawasaki   | Ret        |      |
| Ret  | Gregg Hansford      | Kawasaki   | Ret        |      |
| Ret  | Mario Lega          | Morbidelli | Ret        |      |
| Ret  | Ray Quincey         | Yamaha     | Ret        |      |
| Ret  | Paolo Pileri        | Morbidelli | Ret        |      |
| Ret  | Tony Rutter         | Yamaha     | Ret        |      |
| Ret  | Clive Horton        | Yamaha     | Ret        |      |
| Ret  | Pierluigi Conforti  | Yamaha     | Ret        |      |
| Ret  | John Dodds          | Yamaha     | Ret        |      |
| Ret  | Jon Ekerold         | Morbidelli | Ret        |      |
| Ret  | Dave Hickman        | Yamaha     | Ret        |      |
| Ret  | Pentti Korhonen     | Yamaha     | Ret        |      |
| Ret  | Leif Gustafsson     | Yamaha     | Ret        |      |
| Ret  | Derek Huxley        | Yamaha     | Ret        |      |
| Ret  | Richard Hubin       | Yamaha     | Ret        |      |
| Ret  | Per-Edvard Carlsson | Yamaha     | Ret        |      |
| Ret  | Guy Bertin          | Yamaha     | Ret        |      |
| Ret  | Eero Hyvärinen      | Yamaha     | Ret        |      |
| Ret  | John Williams       | Yamaha     | Ret        |      |
| Ret  | Ian Richards        | Yamaha     | Ret        |      |
| DNQ  | Walter Villa        | MBA        | DNQ        |      |

## Resultados 125cc
En el octavo de litro, victoria de Ángel Nieto, que le acerca al subacampeonato después de un inicio de temporada desafortunado. La sorpresa la dio otro piloto de Minarelli, el británico Clive Horton, que se impuso al líder de la general, Eugenio Lazzarini.
| Pos. | Piloto                 | Moto       | Tiempo     | Pts. |
| ---- | ---------------------- | ---------- | ---------- | ---- |
| 1    | Ángel Nieto            | Minarelli  | 44' 51" 08 | 15   |
| 2    | Clive Horton           | Morbidelli | +17" 02    | 12   |
| 3    | Eugenio Lazzarini      | MBA        | +21" 20    | 10   |
| 4    | Thierry Espié          | Motobécane | +29" 90    | 8    |
| 5    | Hans Müller            | Morbidelli | +40" 57    | 6    |
| 6    | Stefan Dörflinger      | Morbidelli | +40" 94    | 5    |
| 7    | Per-Edvard Carlsson    | Morbidelli | +45" 37    | 4    |
| 8    | Yves Dupont            | Morbidelli | +1' 01" 91 | 3    |
| 9    | Jean-Louis Guignabodet | Morbidelli | +1' 10" 39 | 2    |
| 10   | Felice Agostini        | Morbidelli | +1' 10" 65 | 1    |
| 11   | Karl Fuchs             | Morbidelli | +1' 44" 40 |      |
| 12   | Cees van Dongen        | Morbidelli | +1 Vuelta  |      |
| 13   | Daniel Meyer           | Morbidelli | +1 Vuelta  |      |
| 14   | Ernst Fagerer          | Morbidelli | +1 Vuelta  |      |
| 15   | Patrick Hérouard       | Morbidelli | +1 Vuelta  |      |
| 16   | Jan Ubels              | Morbidelli | +2 Vueltas |      |
| 17   | Alain Pellet           | Morbidelli | +2 Vueltas |      |
| Ret  | Pierluigi Conforti     | MBA        | Ret        |      |
| Ret  | Harald Bartol          | Morbidelli | Ret        |      |
| Ret  | Laurent Gomis          | Morbidelli | Ret        |      |
| Ret  | August Auinger         | Morbidelli | Ret        |      |
| Ret  | Matti Kinnunen         | Morbidelli | Ret        |      |
| Ret  | Jean-Claude Selini     | Morbidelli | Ret        |      |
| Ret  | Patrick Plisson        | Morbidelli | Ret        |      |
| Ret  | Thierry Noblesse       | Morbidelli | Ret        |      |
| Ret  | Jan Huberts            | Morbidelli | Ret        |      |
| Ret  | John Kernan            | Morbidelli | Ret        |      |
| Ret  | Kees van de Ven        | Morbidelli | Ret        |      |
| Ret  | Len Carr               | Morbidelli | Ret        |      |
| Ret  | Leigh Notman           | Morbidelli | Ret        |      |
| Ret  | Benga Johansson        | Morbidelli | Ret        |      |
| Ret  | Bennie Wilbers         | Morbidelli | Ret        |      |
| Ret  | Gordon Shirtliff       | Yamaha     | Ret        |      |
| Ret  | Roy Garnett            | Morbidelli | Ret        |      |